# Bredevoort
Bredevoort este o localitate în Țărilor de Jos, în comuna Aalten din provincia Gelderland, Țările de Jos. Până în 1818 localitatea era o comună separată.